# Emarginea oleagina
Emarginea oleagina là một loài bướm đêm trong họ Noctuidae.